# Синтезатор частот

Блок-схема синтезатора частот

Синтезатор частот — електронний пристрій для одержання електричних гармонійних коливань із необхідними частотами лінійним перетворенням (множенням або розподілом на постійні коефіцієнти, додаванням, відніманням) постійних частот вихідних коливань, створюваних одним або декількома опорними генераторами. Синтезатори частот служать джерелами стабільних (за частотою) коливань у радіопередавачах, супергетеродинних радіоприймачах, вимірювачах частот й інших пристроїв, що вимагають настроювання на різні частоти в межах частотних діапазонів, що відповідають призначенню пристрою. Синтез частот забезпечує вищу точність і стабільність, чим перебудова частоти зміною індуктивності і ємності коливального контуру.